# Vol. II: 1990 - A New Decade
A Vol. II: 1990 – A New Decade a brit Soul II Soul együttes 1990. május 21-én megjelent stúdióalbuma, mely a megjelenés hetében az 1. helyezést érte el a brit albumlistán. Az albumról 4 kislemez jelent meg, A "Get a Life" a 3. helyezés volt az Egyesült Királyság kislemezlistáján, az amerikai Billboard Hot 100-as listán az 54. helyig jutott. A "Dream's a Dream" című 2. kislemez a 6. helyezés volt hazájában, és az amerikai Billboard Hot 100-as listán a 85. helyig jutott. A 3 dal, a "Missing You" csupán a 22. helyezést érte el a brit kislemezlistán, az amerikai listára nem jutott fel. Az utolsó "People" című dal pedig a 3. helyet érte el az amerikai listán.
Az albumot Caron Wheeler távozása u tán vették fel, aki nem szerepel a lemezen, így az albumon Kym Mazelle, Lamya, Marcia Lewis és Victoria Wilson-James szerepel. Courtney Pine szaxofonon, míg a hip-hop zenész, Fab 5 Freddy is hallható a lemezen.

## Kritikák
| Értékelések          |           |
| Értékelő             | Értékelés |
| AllMusic             | [ 2 ]     |
| Entertainment Weekly | A         |
| Robert Christgau     | A-        |
| Rolling Stone        | [ 5 ]     |

Alex Henderson az AllMusic kritikusa az alábbiakat mondta az albumról: Amikor egy debütáló album olyan igéretes, mindig attól tart az ember, hogy a második album nem felel meg az első ígéreteinek, de a Vol.II 1990 – New Decade kissé csalódást okoz. Bár a "Keep on Movin'" az első lemezről még mindig a brit kislemezek között előkelő helyen szerepel, ez nagyon jó az együttes számára, azonban az együttes vesztesége az, hogy Caron Wheeler távozott a csapatból, így Jazzie B-nek más énekesek után kellett néznie, így került a csapatba Victoria Wilson James, Lamya és Marcia Lewis is. Összességében azonban egy kellemes albumot kapunk.

## Számlista
| #   | Cím                      | Szerző(k)                                      | Hossz |
| --- | ------------------------ | ---------------------------------------------- | ----- |
| 1.  | Get a Life               | Trevor Beresford Romeo, Hayden Maclaren Browne | 3:42  |
| 2.  | Love Come Through        | Romeo, Michael McEvoy, Lamya Almugheira        | 4:30  |
| 3.  | People                   | Romeo, Browne                                  | 4:55  |
| 4.  | Missing You              | Romeo, Simon Law, Kym Mazelle                  | 5:24  |
| 5.  | Courtney Blows           | Romeo, Browne                                  | 4:33  |
| 6.  | 1990 A New Decade        | Romeo, Tony Campbell                           | 4:01  |
| 7.  | A Dream's a Dream        | Romeo, Law                                     | 5:37  |
| 8.  | Time (Untitled)          | Romeo, Browne                                  | 6:05  |
| 9.  | In the Heat of the Night | Romeo, Browne                                  | 3:39  |
| 10. | Our Time Has Now Come    | Romeo, Browne, Campbell                        | 3:57  |

## Slágerlista
| Slágerlista (1990)                                           | Legjobb helyezés |
| ------------------------------------------------------------ | ---------------- |
| Ausztrália (ARIA)                                            | 9                |
| Egyesült Királyság (UK Album Charts)                         | 1                |
| Ausztria (Ö3 Austria Top 40)                                 | 15               |
| Kanada (RPM) Magazine                                        | 29               |
| Németország (Media Control Charts)                           | 15               |
| Japán (ORICON)                                               | 67               |
| Hollandia (MegaCharts)                                       | 9                |
| Új-Zéland (RMNZ)                                             | 4                |
| Svédország (Sverigetopplistan)                               | 12               |
| Svájc (Swiss Music Charts)                                   | 14               |
| Amerikai Egyesült Államok (Billboard) 200                    | 21               |
| Amerikai Egyesült Államok (Billboard) Top R&G Hip-Hop Albuma | 14               |